# Sadateru Arikawa
Sadateru Arikawa (有川定輝, Arikawa Sadateru) (20 janvier 1930 - 11 octobre 2003) était un maître d'aïkido, shihan, au Aikikai Hombu Dojo.
Né à Tokyo, Arikawa pratiqua le karaté dans son enfance. Il étudia l'aïkido au Aikikai Hombu Dojo en 1948 et fut promu 9e dan en 1994.
Arikawa fut de nombreuses années le rédacteur en chef du journal de l'Aïkikaï et enseigna parallèlement dans les dojos affiliés à l'Aïkikaï dont les dojos de l'Asahi Shimbun, de l'université Hōsei ainsi que dans de nombreuses autres universités. Il est resté dans les mémoires comme un des tenants d'un aïkido extrêmement rugueux, voire féroce.